# 775
Раннє Середньовіччя. У Східній Римській імперії завершилося правління Костянтина V, почалося правління Лева IV Хозара. Карл Великий править Франкським королівством. Північ Італії належить Франкському королівству, Рим і Равенна під управлінням Папи Римського, герцогства на південь від Римської області незалежні, деякі області на півночі та на півдні належать Візантії. Піренейський півострів, окрім Королівства Астурія, займає Кордовський емірат. В Англії триває період гептархії. Центр Аварського каганату лежить у Паннонії. Існують слов'янські держави: Карантанія та Перше Болгарське царство.
Аббасидський халіфат займає великі території в Азії та Північній Африці. У Китаї править династія Тан. В Індії почалося піднесення імперії Пала. У Японії триває період Нара. Хазарський каганат підпорядкував собі кочові народи на великій степовій території між Азовським морем та Аралом. Територію на північ від Китаю займає Уйгурський каганат.
На території лісостепової України в VIII столітті виділяють пеньківську й корчацьку археологічні культури. У VIII столітті тривало швидке розселення слов'ян. У Північному Причорномор'ї співіснують різні кочові племена, зокрема булгари, хозари, алани, авари, тюрки, кримські готи.

## Події
- Халіфом Аббасидського халіфату став аль-Махді, який марно намагався примирити Аббасидів та Алідів.
- Візантійським василевсом став Лев IV Хозар, за правління якого політика іконоборства припинилася.
- Франкський король Карл Великий зміцнював фортеці для боротьби з саксами (Саксонські війни). Однак восени він знову вирушив в Італію, де Риму став загрожувати герцог Фріульський Гродгауд.